# Ајели Стационе (Л'Аквила)
Ајели Стационе (итал. Aielli Stazione) је насеље у Италији у округу Л'Аквила, региону Абруцо.
Према процени из 2011. у насељу је живело 660 становника. Насеље се налази на надморској висини од 792 м.